# Podpeč pod Skalo
Podpeč pod Skalo este o localitate din comuna Litija, Slovenia, cu o populație de 15 locuitori.